# انجمن دانشگاه‌های حاشیه اقیانوس آرام
انجمن دانشگاه‌های حاشیه اقیانوس آرام (انگلیسی: Association of Pacific Rim Universities)یک کنسرسیوم از ۶۰ دانشگاه تحقیقاتی برجسته در ۱۹ اقتصاد حاشیه اقیانوس آرام است.همکاری بین دانشگاه های عضو ، محققان و سیاست گذاران را تقویت می کند که به پیشرفت اقتصادی ، علمی و فرهنگی در حاشیه اقیانوس آرام کمک می کند. دفتر مرکزی آن در هنگ کنگ واقع شده است.